# Убити «Шакала»
«Убити "Шакала"» (рос. Убить «Шакала») — український радянський художній фільм режисера Григорія Кохана, зфільмований у 1991 році. Прем'єра стрічки відбулась у червні 1991 року.

## Синопсис
У всесоюзний розшук оголошений злочинець на прізвисько «Шакал», якого підозрюють в гучному пограбуванні ювелірної крамниці. Незабаром, в поїзді з Києва до Криму, відбувається дивне вбивство. Слідчий, який працював на місці злочину, знаходить зв'язок між цим вбивством та пограбуванням. Йому доведеться з'ясувати істину.

## У ролях
| Актор                    | Роль                                                   |
| ------------------------ | ------------------------------------------------------ |
| Євген Жаріков            | Микола Петров, начальник карного розшуку, головна роль |
| Ніна Колчина-Бунь        | Тетяна Жохова                                          |
| Давид Бабаєв-Кальницький | Станіслав Жохов                                        |
| Олег Масленніков         | помічник Петрова, сержант міліції                      |
| Рімас Моркунас           | Еріх                                                   |
| Євген Смирнов            | Володимир Квасков                                      |
| В'ячеслав Єзепов         | Родіон Лісневський                                     |
| Олександр Биструшкін     | Віталій Рубін                                          |
| Степан Олексенко         | Геннадій Волобуєв, експерт-лікар                       |
| Бімболат Ватаєв          | Тимур, кібернетик                                      |
| Юрій Мажуга              | Гаврилович, провідник вагону                           |
| Леонід Бакштаєв          | Юрій, експерт-фотограф                                 |
| Ніна Ільїна              | офіціантка вагона-ресторану                            |
| Олексій Майстренко       | епізодична роль                                        |
| Олександр Білина         | епізодична роль                                        |

## Творча група
- Режисер-постановник: Григорій Кохан
- Режисер: Анатолій Вишневський[8]
- Сценаристи: Ярослав Стельмах, Григорій Кохан
- Оператор-постановник: Ігор Приміський
- Звукорежисер: Галина Калашникова
- Режисери монтажу: Тетяна Магаляс
- Художники-постановники: Олександр Зарецький
- Художник-гример: Алла Чуря
- Директор: Віолетта Гатті